# Астрі Таубе
Астрід «Астрі» Ліннеа Матильда Таубе, уроджена Бергман (9 грудня 1898 , Kungsholm parishd  — 23 грудня 1980 , Maria Magdalena parishd, лен Стокгольм ) — шведська скульпторка та художниця, відома своїми дитячими портретами та скульптурами в громадських місцях. Дружина шведського співака та автора пісень Еверта Таубе.

## Життєпис
Астрід Бергман народилася 1898 року в Стокгольмі у Швеції, у родині Пера Германа Бергмана та Мелен Тхольф. Скульптурі вона навчилася у свого батька та відомого шведського скульптора Карла Міллеса.
У 1925 році вийшла заміж за Еверта Таубе. Еверт познайомився з нею, коли Астрі було дев'ять років. У родині народилося четверо дітей: Пер Еверт Арвід Йоакім Таубе (1926—2009), Роуз Марі Астрід Елізабет Таубе (1928—1928), Еллінор Ганнел Астрі Елізабет Таубе (1930—1998) та Свен-Бертіл Гуннар (нар. 1934).

## Творчість

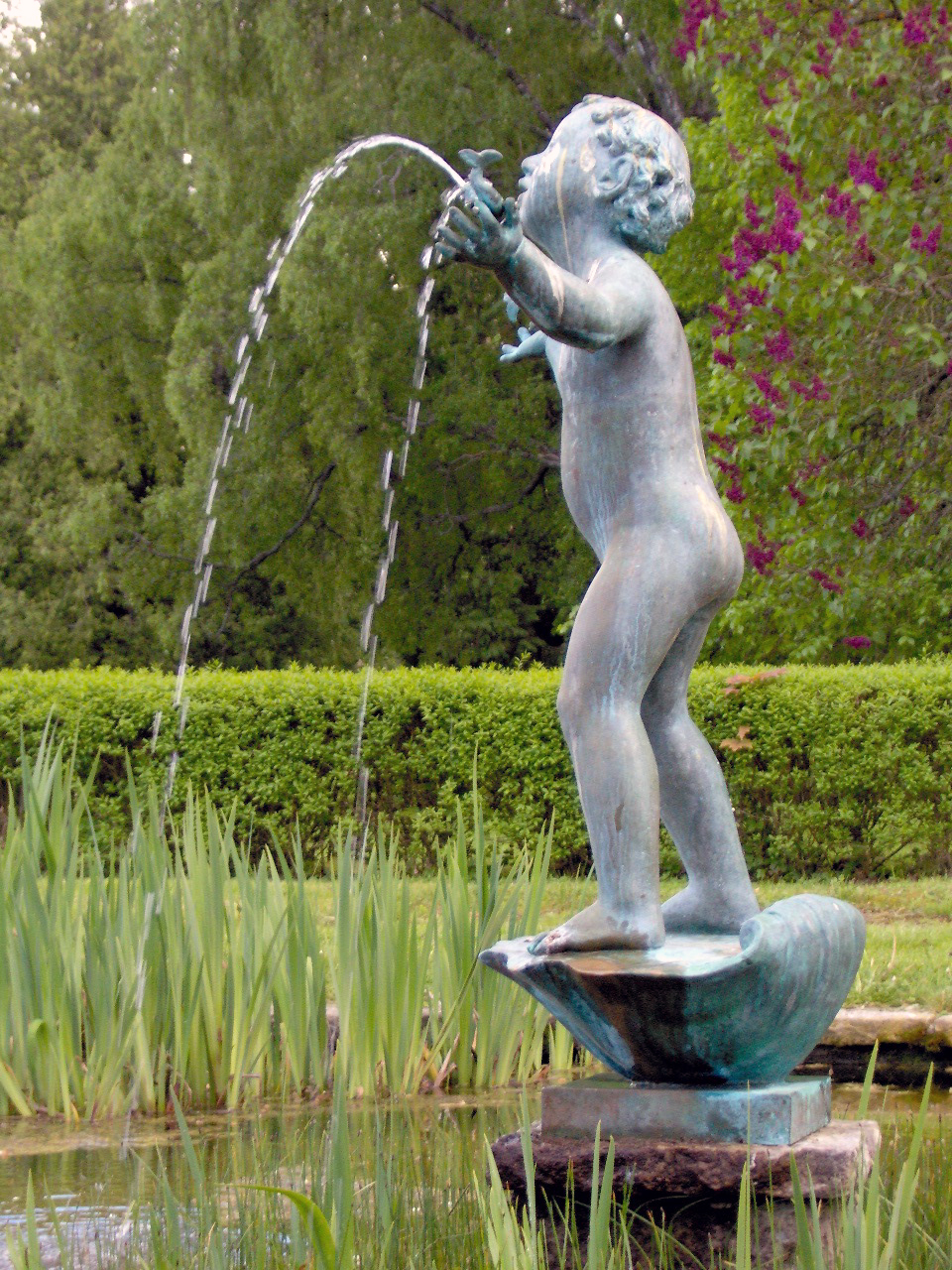
Скульптура і фонтан в лікарні Уллерокерс в Упсалі, 1946 рік.

Як портретний скульптор, Таубе мала «віртуозну майстерність», зображуючи дітей, клоунів та свого чоловіка Еверта. Одна з її скульптур Еверт стоїть на острові Ріддархольмен.
Таубе створила олов'яні підсвічники, печатки, прес-пап'є, сигаретні коробки та чорнильниці. Окрім ліплення, Таубе малювала та створювала кольорові літографії.
Перебуваючи у шлюбі Таубе зосередилася на тому, щоб бути помічницею та музою для свого чоловіка, на шкоду своїй художній кар'єрі. У 78-річному віці змогла повернутися до постійної художниці до своєї смерті на 83-у році життя.
Нагорода Lisebergsapplåden, яку щорічно вручає парк розваг Liseberg в Гетеборзі тому, хто зробив Швецію щасливішим місцем, — це бронзова скульптура двох плескаючих у долоні, створена Таубе в 1978 році.

### Скульптури
- Flicka Med Fisk (бронза)[9]
- Ельза Борг (бронза, 1972) Седермальм, Вітабергспаркен, Стокгольм[10].
- Фонтан у лікарні Ulleråkers в Упсалі (1946)

### Літографії
- Sjösalamotiv (5)[11]
- Sjung Eko![12]

## Виставки
15 вересня 2006 року шведська королева Сільвія відкрила виставку робіт Таубе в Музеї Рьоска в Гетеборзі у Швеції. Виставка стала результатом проєкту з привернення уваги громадськості до творчості Таубе, проєкту, започаткованого Брітмо Бернхардссон (дружиною губернатора Гетеборга) і підтриманого сином Таубе Свеном-Бертілем.